# سونغهان
هونغ سيونغ هان (الكورية: 홍승한؛ من مواليد 2 أكتوبر 2003) والمعروف باسم سونغهان، مغني كوري جنوبي. وعضو سابق في فرقة الكورية الجنوبية ريزي، ظهر لأول مرة تحت إس إم إنترتينمنت في عام 2023. وسيظهر لأول مرة كعازف منفرد في النصف الثاني من عام 2025.